# Чемпионат мира по шорт-треку 2013
Чемпионат мира по шорт-треку 2013 года проводился 8-10 марта на арене «Főnix Hall» в Дебрецене (Венгрия). Он являлся 38-м чемпионатом мира по шорт-треку и впервые проходил в Венгрии. Соревнования проводились среди мужчин и среди женщин в многоборье и эстафетах.
Чемпион в многоборье определялся по результатам четырёх дистанций — на 500, 1000, 1500 и 3000 метров. На дистанциях сначала проводятся предварительные забеги, затем лучшие шорт-трекисты участвуют в финальных забегах. Очки начисляются за каждое место в финале (34 очков за 1 место, 21 за 2-е, 13 за 3-е, 8 за 4-е, 5 за 5-е, 3 за 6-е, 2 за 7-е, 1 за 8-е). С 2009 года лидер после первых 1000 м на дистанции 3000 м получает дополнительно 5 очков. Чемпионом мира становится спортсмен набравший наибольшую сумму очков по итогам четырёх дистанций. В случае равенства набранных очков преимущество отдаётся спортсмену, занявшему более высокое место на дистанции 3000 м.
Также проводились эстафеты у женщин на 3000 м, у мужчин на 5000 м. В эстафете принимает участие команда из четырёх спортсменов.

## Расписание соревнований
| Дата     | Время        | Мероприятие                        |
| -------- | ------------ | ---------------------------------- |
| 7 марта  | Весь день    | Официальная тренировка             |
| 7 марта  | 19:00        | Оглашение официального расписания  |
| 8 марта  | TBA          | Церемония открытия                 |
| 8 марта  | 12:30        | 1500 м Женщины/Мужчины             |
| 8 марта  | По окончании | Церемония награждения              |
| 8 марта  | 15:20        | 3000 м Эстафета Женщины Полуфиналы |
| 9 марта  | 12:30        | 500 м Женщины/Мужчины              |
| 9 марта  | По окончании | Церемония награждения              |
| 9 марта  | 16:35        | Эстафета 5000 м Мужчины Полуфиналы |
| 10 марта | 11:00        | 1000 м Женщины/Мужчины             |
| 10 марта | По окончании | Церемония награждения              |
| 10 марта | 14:57        | 3000 м Финал Женщины/Мужчины       |
| 10 марта | 15:33        | Эстафета 3000 м Женщины Финал      |
| 10 марта | 15:43        | Эстафета 5000 м Мужчины Финал      |
| 10 марта | По окончании | Церемония награждения              |

## Результаты

### Многоборье
| Место | Участник          | Очки |
| ----- | ----------------- | ---- |
| 1.    | Син Да Ун         | 89   |
| 2.    | Ким Юн Джэ        | 55   |
| 3.    | Шарль Амлен       | 39   |
| 4.    | Лян Вэньхао       | 37   |
| 5.    | Шинки Кнегт       | 29   |
| 6.    | Виктор Ан         | 23   |
| 7.    | Фрек ван дер Варт | 18   |
| 8.    | Семён Елистратов  | 13   |
| 9.    | Рёсукэ Сакадзумэ  | 9    |
| 10.   | Майкл Гилдей      | 5    |
| 11.   | Но Джин Гю        | 3    |

### Призёры на отдельных дистанциях
| Соревнование | Золото                        | Золото   | Серебро                       | Серебро  | Бронза                         | Бронза   |
| ------------ | ----------------------------- | -------- | ----------------------------- | -------- | ------------------------------ | -------- |
| 500 м        | Лян Вэньхао · Китай           | 41.905   | Виктор Ан · Россия            | 41.995   | Фрек ван дер Варт · Нидерланды | 42.027   |
| 1000 м       | Син Да Ун · Республика Корея  | 1:30.374 | Шинки Кнегт · Нидерланды      | 1:30.406 | Шарль Амлен · Канада           | 1:40.094 |
| 1500 м       | Син Да Ун · Республика Корея  | 2:27.062 | Ким Юн Джэ · Республика Корея | 2:27.101 | Шарль Амлен · Канада           | 2:27.209 |
| 3000 м       | Ким Юн Джэ · Республика Корея | 4:54.178 | Син Да Ун · Республика Корея  | 4:54.252 | Шарль Амлен · Канада           | 4:54.333 |

### Эстафета
| Соревнование    | Золото                                                            | Золото   | Серебро                                                                        | Серебро  | Бронза                                                                       | Бронза   |
| --------------- | ----------------------------------------------------------------- | -------- | ------------------------------------------------------------------------------ | -------- | ---------------------------------------------------------------------------- | -------- |
| Эстафета 5000 м | Канада · Жан Оливье · Шарль Курнуайе · Майкл Гилдей · Шарль Амлен | 6:51.196 | Россия · Виктор Ан · Вячеслав Кургинян · Семён Елистратов · Владимир Григорьев | 6:51.953 | Нидерланды · Дан Бреувсма · Нилс Керстхолт · Шинки Кнегт · Фрек ван дер Варт | 6:52.187 |

### Многоборье
| Место | Участник          | Очки |
| ----- | ----------------- | ---- |
| 1.    | Ван Мэн           | 68   |
| 2.    | Пак Сын Хи        | 58   |
| 3.    | Сим Сок Хи        | 55   |
| 4.    | Марианна Сен-Желе | 42   |
| 5.    | Йорин тер Морс    | 34   |
| 6.    | Фань Кэсинь       | 28   |
| 7.    | Элиза Кристи      | 21   |
| 8.    | Аюко Ито          | 16   |
| 9.    | Валери Мальте     | 5    |

### Призёры на отдельных дистанциях
| Соревнование | Золото                        | Золото   | Серебро                       | Серебро  | Бронза                        | Бронза   |
| ------------ | ----------------------------- | -------- | ----------------------------- | -------- | ----------------------------- | -------- |
| 500 м        | Ван Мэн · Китай               | 43.718   | Пак Сын Хи · Республика Корея | 43.852   | Фань Кэсинь · Китай           | 44.202   |
| 1000 м       | Ван Мэн · Китай               | 1:31.549 | Йорин тер Морс · Нидерланды   | 1:31.609 | Элиза Кристи · Великобритания | 1:32.281 |
| 1500 м       | Пак Сын Хи · Республика Корея | 2:23.634 | Сим Сок Хи · Республика Корея | 2:23.755 | Марианна Сен-Желе · Канада    | 2:24.694 |
| 3000 м       | Сим Сок Хи · Республика Корея | 5:15.118 | Марианна Сен-Желе · Канада    | 5:15.762 | Йорин тер Морс · Нидерланды   | 5:16.200 |

### Эстафета
| Соревнование    | Золото                                                           | Золото   | Серебро                                                                      | Серебро  | Бронза                                                      | Бронза   |
| --------------- | ---------------------------------------------------------------- | -------- | ---------------------------------------------------------------------------- | -------- | ----------------------------------------------------------- | -------- |
| Эстафета 3000 м | Китай · Ван Мэн · Фань Кэсинь · Чжоу Ян · Лю Цюхун · Ли Цзяньжоу | 4:14.104 | Канада · Марианна Сен-Желе · Валери Мальте · Джессика Хьюитт · Мари-Эв Дроле | 4:15.106 | Япония · Биба Сакураи · Аюко Ито · Саюри Симидзу · Юи Сакаи | 4:15.680 |

### Медальный зачёт
| Место         | Страна           | Золото | Серебро | Бронза | Всего |
| ------------- | ---------------- | ------ | ------- | ------ | ----- |
| 1             | Китай            | 5      | 0       | 1      | 6     |
| 2             | Республика Корея | 4      | 5       | 1      | 10    |
| 3             | Канада           | 1      | 1       | 4      | 6     |
| 4             | Нидерланды       | 0      | 2       | 2      | 4     |
| 5             | Россия           | 0      | 2       | 0      | 2     |
| 6             | Великобритания   | 0      | 0       | 1      | 1     |
| 6             | Япония           | 0      | 0       | 1      | 1     |
| Всего медалей | Всего медалей    | 10     | 10      | 10     | 30    |